# Viana do Alentejo
Viana do Alentejo (vi'ɐnɐ du ɐlẽ'tɛʒu) è un comune portoghese di 5 615 abitanti situato nel distretto di Évora.

## Società

### Evoluzione demografica
| Popolazione di Viana do Alentejo (1801 – 2004) | Popolazione di Viana do Alentejo (1801 – 2004) | Popolazione di Viana do Alentejo (1801 – 2004) | Popolazione di Viana do Alentejo (1801 – 2004) | Popolazione di Viana do Alentejo (1801 – 2004) | Popolazione di Viana do Alentejo (1801 – 2004) | Popolazione di Viana do Alentejo (1801 – 2004) | Popolazione di Viana do Alentejo (1801 – 2004) | Popolazione di Viana do Alentejo (1801 – 2004) |
| ---------------------------------------------- | ---------------------------------------------- | ---------------------------------------------- | ---------------------------------------------- | ---------------------------------------------- | ---------------------------------------------- | ---------------------------------------------- | ---------------------------------------------- | ---------------------------------------------- |
| 1801                                           | 1849                                           | 1900                                           | 1930                                           | 1960                                           | 1981                                           | 1991                                           | 2001                                           | 2004                                           |
| 1298                                           | 3493                                           | 5065                                           | 7814                                           | 9237                                           | 6188                                           | 5720                                           | 5615                                           | 5639                                           |

## Freguesias
- Aguiar
- Alcáçovas
- Viana do Alentejo